# Roustabout (película)
Roustabout (conocida en español como El trotamundos en España y Carrusel del amor  en Argentina, Perú y Venezuela) es una película musical estadounidense de 1964 protagonizada por Elvis Presley. La película fue producida por Hal Wallis y dirigida por John Rich a partir de un guion de Anthony Lawrence y Allan Weiss. El guion fue nominado para un premio Sindicato de Guionistas de Estados Unidos al mejor musical estadounidense escrito, aunque Roustabout tuvo una recepción tibia por parte de la crítica. El álbum de la banda sonora de la película fue uno de los más exitosos de Elvis Presley, alcanzando el no. 1 en la lista de álbumes de Billboard.

## Argumento

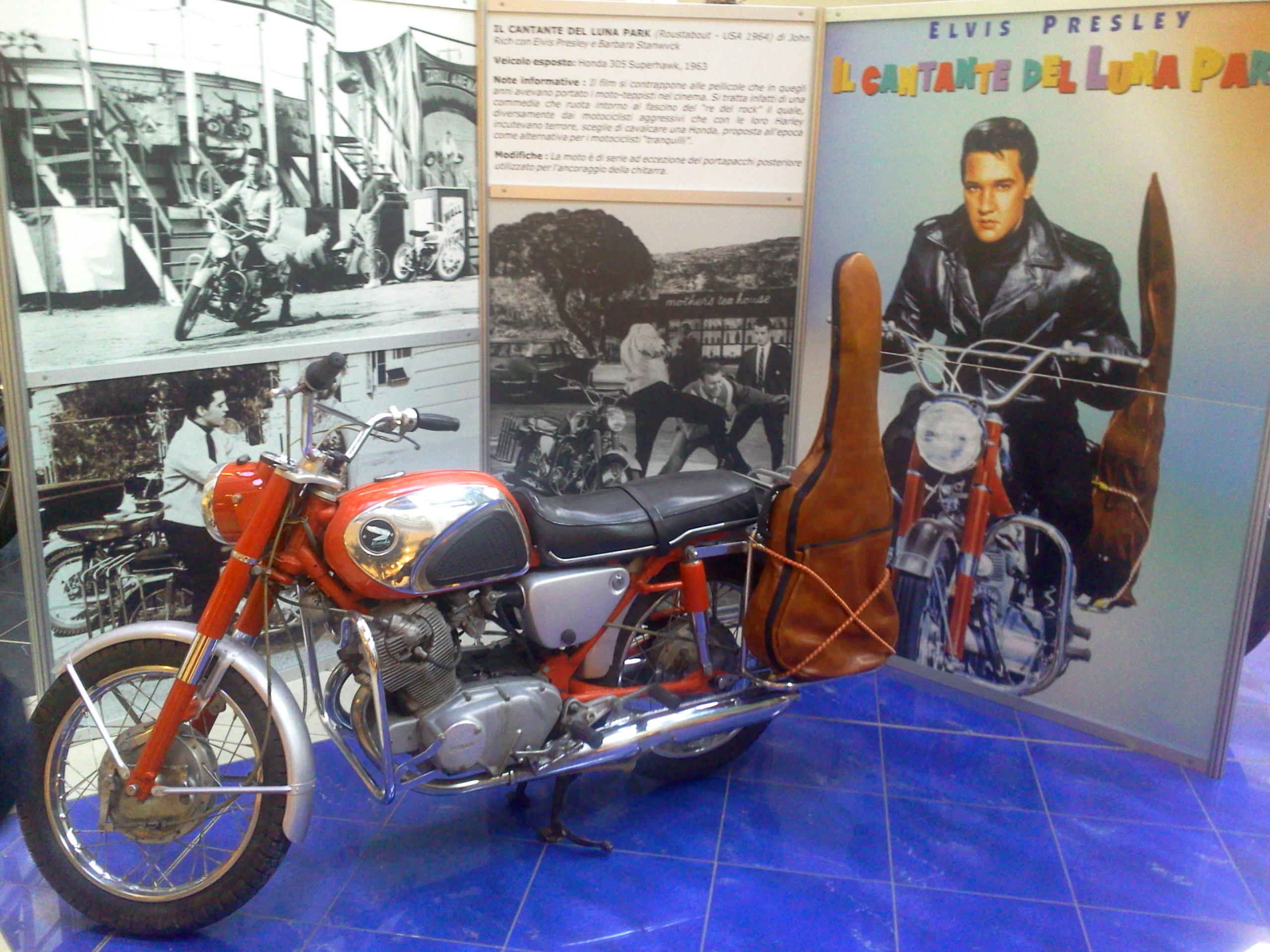
La motocicleta Honda 305 Superhawk utilizada en la película.

Es 1964, y Charlie Rogers (Elvis) va de un lado a otro en su motocicleta convertido en un trotamundos, una persona con maña para muchas tareas pero que no destaca en nada, hasta que por fin logra un trabajo en una feria ambulante. Al principio se encarga de labores físicas, pero no tarda en coger una guitarra y las cosas cambian. Pronto da la impresión de que este joven lleno de talento es lo que necesita Maggie Morgan (Barbara Stanwyck), la propietaria de la feria, para librarse de la bancarrota.

## Reparto
- Elvis Presley como Charlie Rogers.
- Barbara Stanwyck como Maggie Morgan.
- Joan Freeman como Cathy Lean.
- Leif Erickson como Joe Lean.
- Jack Albertson como Lou, un gerente de casa de té.
- Sue Ane Langdon como Madame Mijanou, una pitonisa.
- Pat Buttram como Harry Carver.
- Joan Staley como Marge.
- Dabbs Greer como Arthur Nielsen.
- Steve Brodie como Fred el lanzador.
- Norman Grabowski como Sam.
- Lynn Borden como un estudiante.
- Jane Dulo como Hazel.
- Joel Fluellen como Cody Marsh, otro trotamundos.
- Wilda Taylor como Little Egypt, la bailarina principal en el número "Little Egypt".

Actores no acreditados listados alfabéticamente:
- Beverly Adams como Cora, una bailarina.
- Billy Barty como Billy, enano del carnaval.
- Teri Garr como chica universitaria. Garr también puede verse como bailarina de respaldo durante varios números musicales.
- Joy Harmon como chica universitaria.
- Richard Kiel como hombre fuerte del carnaval. Kiel es más conocido por interpretar a «Jaws» en las películas de James Bond La espía que me amó (1977) y Moonraker (1979).
- Kent McCord como trabajador del carnaval.
- Raquel Welch como chica universitaria.
- Red West como trabajador del carnaval.

## Números musicales
- "Roustabout" por Bill Giant, Bernie Baum y Florence Kaye.
- "Poison Ivy League" por Bill Giant, Bernie Baum y Florence Kaye.
- "One Track Heart" por Bill Giant, Bernie Baum y Florence Kaye.
- "Wheels On My Heels" por Sid Tepper y Roy C. Bennett.
- "It's a Wonderful World" por Sid Tepper y Roy C. Bennett
- "It's Carnival Time" por Ben Weisman y Sid Wayne.
- "Carny Town" por Fred Wise y Randy Starr.
- "Hard Knocks" por Joy Byers.
- "There's a Brand New Day On the Horizon" por Joy Byers.
- "Big Love, Big Heartache" por Dolores Fuller, Lee Morris y Sonny Hendrix.
- "Little Egypt" por Jerry Leiber y Mike Stoller.

Todas las canciones en la película fueron cantadas por Presley.

## Producción
Fue filmado en Techniscope en Paramount Studios, con las secuencias de carnaval siendo filmadas en Thousand Oaks, California. El rodaje comenzó en marzo de 1964.
Fue estrenada el 10 de noviembre de 1964.

## Recepción
Roustabout alcanzó el puesto número 8 a nivel nacional en taquilla en 1964 según la encuesta de Variety. La película terminó en el puesto 28 en la lista de fin de año de las películas más taquilleras de 1964 y ganó $ 3 millones en taquilla.
El escritor del The New York Times, Howard Thompson se quejó de la «poca sustancia dramática» y de que la película no era «tan compacta» como El ídolo de Acapulco o Viva Las Vegas, pero señaló que Elvis estaba «perfectamente escogido» y «sorprendentemente convincente» en su papel. Variety fue tibio en su reseña, criticando principalmente un guion «cargado de clichés», pero señaló que la película probablemente sería un éxito de taquilla en función de sus nombres de estrellas, canciones y su «forma en Tecnicolor, Techniscope». John L. Scott, de Los Angeles Times, calificó la película como «una historia trillada y plagada de clichés que se ha combinado para mostrar a Elvis Presley y su vocalización. Sirve bien a su propósito, y probablemente será una bonanza de taquilla para el productor Hal Wallis». The Monthly Film Bulletin escribió: «Los vehículos [cinematográficos] de Presley se han deteriorado lamentablemente desde los días de Follow That Dream, y esta pieza amable pero poco inspiradora no hace nada para detener el proceso, a pesar del valor de la curiosidad proporcionado por Barbra Stanwyck, de regreso con Paramount por primera vez en diez años».